# Эшелон на Самарканд
«Эшелон на Самарканд» — роман российской писательницы Гузель Яхиной, опубликованный в 2021 году. Рассказывает о спасении детей из голодающего Поволжья.

## Сюжет
Действие романа происходит в 1923 году в одном из «поездов Дзержинского», который везёт на юг детей голодающего Поволжья. Эшелон следует из Казани в Самарканд, им командуют юный, мягкосердечный ветеран гражданской войны Деев и принципиальная, жёсткая «детский комиссар» Белая, «мужик в юбке». Книга отличается динамичным сюжетом, сама Яхина в одном из интервью назвала его «красным истерном».
Роман , по словам автора, основан на документальных источниках: трудах историков, письмах крестьян, внутриведомственной переписке ЧК, документах из детских домов и приемников, газетах, мемуарных книгах, воспоминаниях тех людей, кто сам занимался беспризорниками, ликвидацией голода, эвакуацией.

## Издание и оценки
«Эшелон на Самарканд» вышел в свет 9 марта 2021 года. Поскольку Яхина уже была тогда лауреатом престижных премий «Большая книга» и «Ясная Поляна», её третий роман отнесли к самым ожидаемым новинкам года. После выхода книги рецензенты отметили изменение к лучшему языка по сравнению с первыми двумя романами Яхиной, общую кинематографичность повествования, наличие отсылок к ряду произведений советской прозы 1920-х годов. Елену Костюкович «Эшелон» даже «поразил своим совершенством». 
Недостатками романа критики называют несколько чрезмерную эксплуатацию темы голодающих детей, плохую прописанность многих второстепенных персонажей. Звучат обвинения в незнании автором исторических реалий (голод в Поволжье закончился к осени 1922 года) и в плагиате: самарский историк-краевед кандидат социологических наук Григорий Циденков, ещё до ознакомления с текстом книги, заявил, что «Эшелон на Самарканд» представляет собой компиляцию материалов из его блога. 14 марта 2021 года Яхина опубликовала в «Новой газете» комментарий, в котором опровергла обвинения, предъявив список использованных ей источников.
В декабре 2022 года роман получил приз читательских симпатий, учреждённый премией «Большая книга».